# Mavrud

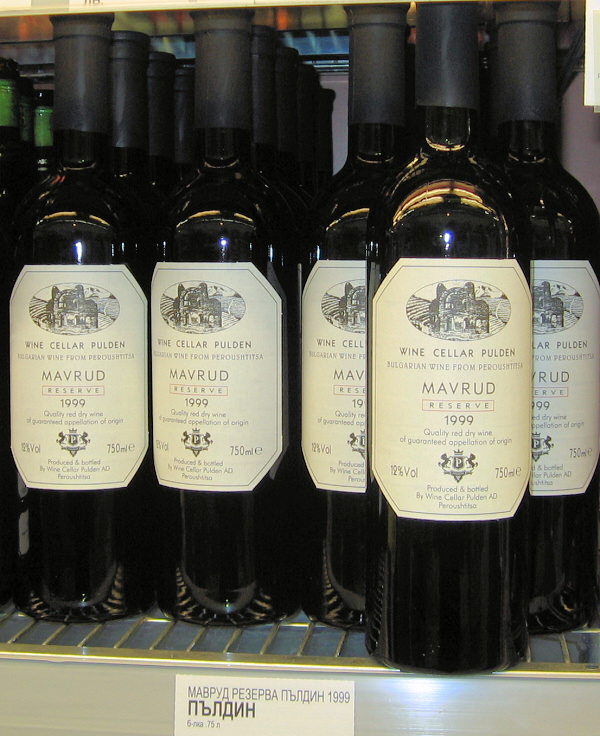
Mavrudwijn in een supermarkt in Plovdiv, Bulgarije. De afgebeelde wijn komt uit Peroesjtitsa

Mavrud (Bulgaars: мавруд, van het Griekse μαύρος, mavros, 'zwart') is een rode Bulgaarse wijn van het gelijknamige druivenras die geproduceerd wordt in de regio Thracië.